# Tina Riedl
Tina Riedl (* 27. August 1976) ist eine österreichische Badmintonspielerin. 

## Karriere
Tina Riedl nahm schon 1994 und 1998 an Europameisterschaften sowie 1999 an den Weltmeisterschaften teil, ohne bis dahin einen nationalen Titel gewonnen zu haben. Dieser erste Meisterschaftsgewinn gelang ihr erst 2005, dem fünf weitere folgten bis 2010.

## Sportliche Erfolge
| Saison | Veranstaltung                                  | Disziplin   | Platz | Name                             |
| ------ | ---------------------------------------------- | ----------- | ----- | -------------------------------- |
| 1993   | Österreich: Einzelmeisterschaften der Junioren | Dameneinzel | 1     | Tina Riedl                       |
| 1994   | Europameisterschaften                          | Damendoppel | 17    | Verena Fastenbauer / Tina Riedl  |
| 1994   | Europameisterschaften                          | Mixed       | 33    | Heimo Götschl / Tina Riedl       |
| 1994   | Europameisterschaften                          | Dameneinzel | 33    | Tina Riedl                       |
| 1998   | Europameisterschaften                          | Damendoppel | 9     | Helena Berimbau / Tina Riedl     |
| 1998   | Europameisterschaften                          | Mixed       | 17    | Harald Koch / Tina Riedl         |
| 1998   | Europameisterschaften                          | Dameneinzel | 33    | Tina Riedl                       |
| 1999   | Weltmeisterschaft                              | Mixed       | 17    | Heimo Götschl / Tina Riedl       |
| 2000   | Europameisterschaften                          | Dameneinzel | 33    | Tina Riedl                       |
| 2005   | Österreich: Einzelmeisterschaften              | Mixed       | 1     | Michael Lahnsteiner / Tina Riedl |
| 2006   | Österreich: Einzelmeisterschaften              | Mixed       | 1     | Michael Lahnsteiner / Tina Riedl |
| 2006   | Europameisterschaften                          | Damendoppel | 9     | Miriam Gruber / Tina Riedl       |
| 2006   | Weltmeisterschaft                              | Mixed       | 33    | Michael Lahnsteiner / Tina Riedl |
| 2007   | Österreich: Einzelmeisterschaften              | Mixed       | 1     | Michael Lahnsteiner / Tina Riedl |
| 2007   | Österreich: Einzelmeisterschaften              | Damendoppel | 1     | Miriam Gruber / Tina Riedl       |
| 2008   | Österreich: Einzelmeisterschaften              | Mixed       | 1     | Roman Zirnwald / Tina Riedl      |
| 2008   | Europameisterschaften                          | Mixed       | 33    | Roman Zirnwald / Tina Riedl      |
| 2010   | Österreich: Einzelmeisterschaften              | Damendoppel | 1     | Iris Freimüller / Tina Riedl     |